# Hoe het begon
Hoe het begon is het 18de album uit de stripreeks De Blauwbloezen. Het scenario werd geschreven door Raoul Cauvin, de tekeningen werden gemaakt door Willy Lambil. Het album werd in 1981 uitgegeven. Hoe het begon is in chronologische volgorde het eerste album van de Blauwbloezen en belicht de achtergrond van het hoofdpersonage Chesterfield.

## Verhaal
Cornelius woont bij zijn ouders en werkt bij de slagerij van meneer Graham. Cornelius' vader praat vol trots over de Alamo. Als op een dag het Noordelijk Unie leger hun dorp aan doet, laat dat Cornelius niet onberoerd. Diezelfde dag moet hij een bestelling wegbrengen bij café The Pacific. 's Avonds lijkt Cornelius een beslissing te nemen. Zijn drammerige moeder stuurt hem met bloemen naar zijn baas om diens dochter ten huwelijk wil vragen. Cornelius loopt dan langs The Pacific en besluit zichzelf maar even moed in te drinken. Blutch, de eigenaar van de kroeg, drinkt gezellig mee. Als de kleine uurtje verstreken zijn komt een kleine groep Unie soldaten het café bezoeken. Cornelius en Blutch zijn er dronken genoeg voor, dat ze zich laten overhalen te tekenen voor het leger.

## Personages in het album
- Cornelius Chesterfield
- Blutch, de eigenaar van een café
- Elisabeth Chesterfield, Cornelius' bemoeizuchtige moeder
- Joshua Chesterfield, Cornelius' vader, die opschept
- Meneer Graham
- Charlotte Graham